# 5 de septiembre
El 5 de septiembre es el 248.º (ducentésimo cuadragésimo octavo) día del año —el 249.º (ducentésimo cuadragésimo noveno) en los años bisiestos— en el calendario gregoriano. Quedan 117 días para finalizar el año.

## Acontecimientos
- 1646: el obispo de Puebla, don Juan de Palafox funda la Biblioteca Palafoxiana, primera biblioteca pública de América.
- 1666: en Inglaterra se extingue el Gran Incendio de Londres.
- 1717: en Inglaterra, el rey Jorge I proclama el perdón a los piratas, contrabandistas y aventureros que se rindieran en el plazo de un año.
- 1725: en Francia, el rey Luis XV se casa con Maria Leszczyńska.
- 1774: se reúne en Filadelfia (Estados Unidos), el Primer Congreso Continental de las colonias británicas en América.
- 1781: El ejército de Francia derrota al británico en la batalla de la bahía de Chesapeake, en el marco de la Guerra de la Independencia de los Estados Unidos, siendo definitoria en la consecución de la misma.
- 1791: se publica la Declaración de los Derechos de la Mujer y de la Ciudadana un texto redactado por Olympe de Gouges.
- 1818: en la villa de Alvarado (México) se autoriza la formación del primer Ayuntamiento.
- 1822: en Aleppo (Siria, Asia Menor) se registra un terremoto que deja 22 000 muertos.
- 1833: en Chile, el Instituto Nacional General José Miguel Carrera vive su primera ocupación por parte de sus alumnos en el Motín de 1833, evento que constituye la primera movilización estudiantil de la historia hecha por alumnos chilenos.[cita requerida]
- 1839: en China comienza la primera guerra del Opio.
- 1840: en el Teatro de La Scala de Milán se estrena la ópera Un giorno di regno (Un día de reinado), de Giuseppe Verdi.
- 1856: cerca de Tipitapa (Nicaragua) en la hacienda San Jacinto, cerca de 100 efectivos nicaragüenses del Ejército del Septentrión al mando del coronel José Dolores Estrada Vado rechazan, en una escaramuza, un ataque de 60 filibusteros estadounidenses del aventurero William Walker, siendo el preludio de lo que 9 días después sería la batalla de San Jacinto.
- 1866: en México ―en el marco de la Segunda Invasión Francesa―, las fuerzas mexicanas republicanas (al mando de Porfirio Díaz) derrotan al ejército francés en la batalla de Juchitán.
- 1877: el astrónomo italiano Giovanni Schiaparelli comienza a diseñar el primer mapa del planeta Marte.
- 1895: durante la Revolución liberal de Ecuador entra en Quito el líder montonero y liberal, Eloy Alfaro, consolidándose como jefe supremo del Ecuador
- 1905: con el Tratado de Portsmouth termina la guerra ruso-japonesa.
- 1908: en Nicaragua, se crean la Bandera y el Escudo nacionales actuales por el gobierno del general José Santos Zelaya.
- 1909: en España, Juan Olivert Serra realiza el primer vuelo motorizado en Paterna (Valencia).
- 1920: en México, Álvaro Obregón es elegido presidente.
- 1921: en Buenos Aires (Argentina) se inaugura el Teatro Cervantes.
- 1923: en la Italia Fascista de Mussolini se asignan 500 millones de liras para la reconstrucción de Mesina y Regio Calabria destruidas en un terremoto de diciembre de 1908.
- 1927: en Argentina, Vicente Almandos Almonacid funda Aeroposta Argentina, primera empresa aerocomercial del país.
- 1927: en Argentina se crea la Biblioteca Nacional de Aeronáutica, primera y mayor biblioteca especializada en temas aeronáuticos del país.(Decreto S/Nº, 2.ª parte, BM Nº2209).
- 1929: Aristide Briand, jefe del Gobierno francés, propone en la asamblea de la Sociedad de Naciones la constitución de los Estados Unidos de Europa.
- 1930: en la provincia de San Juan se inaugura la primera emisora de radio privada de la Argentina denominada LV1 Radio Colón.
- 1932: el Congreso Mexicano acepta la dimisión del presidente Pascual Ortiz Rubio. Le sustituye el general Abelardo L. Rodríguez.
- 1936: En el contexto de la guerra civil española, se toma la fotografía Muerte de un miliciano en el término municipal de Espejo (Córdoba). Atribuida a Robert Capa, la fotografía muestra al miliciano Federico Borrell siendo supuestamente alcanzado por una bala. Se convertirá en una imagen icónica del siglo XX.[1]
- 1936: la estadounidense Beryl Markham sobrevuela en solitario el Atlántico en dirección este-oeste, siendo la primera mujer en lograrlo.
- 1938: en Chile un grupo de jóvenes nacistas realizan un intento fallido de golpe de Estado contra el gobierno de Arturo Alessandri Palma y son asesinados brutalmente (Matanza del Seguro Obrero).
- 1944: Bélgica, Países Bajos y Luxemburgo firman el tratado de constitución del Benelux.
- 1951: en México termina el proceso nacionalizador del petróleo con la compra de la compañía estadounidense Charro.
- 1957: en Cienfuegos (Cuba), 200 marinos y numerosos civiles simpatizantes con el Movimiento 26 de Julio se sublevan contra Fulgencio Batista.
- 1960: en Senegal el poeta Léopold Sédar Senghor es elegido presidente.
- 1960: el Real Madrid gana la Copa Intercontinental al vencer a Peñarol por 5 a 1.
- 1961: en Yugoslavia representantes de 24 naciones se reúnen en Belgrado para celebrar la primera Conferencia de Países No Alineados.
- 1963: en la ciudad de Santa Clara (Cuba), en la madrugada ―en el marco de los ataques terroristas organizados por la CIA estadounidense― dos aviones procedentes de Estados Unidos lanzan varias bombas. Una cae sobre el apartamento 7-A del bloque 1, ubicado en avenida Siete de Noviembre y calle Nueva Gerona, matando al maestro Fabric Aguilar Noriega (31) ―quien acababa de mudarse a ese nuevo edificio de apartamentos― e hiriendo gravemente a tres de sus hijos: Sofía (3), Abraham (2) y Francisco (5).[2]
- 1972: en Múnich (Alemania) el comando palestino Septiembre Negro asesina a 11 atletas israelíes capturados en la Villa Olímpica, mientras se disputan los Juegos Olímpicos de Múnich (Masacre de Múnich).

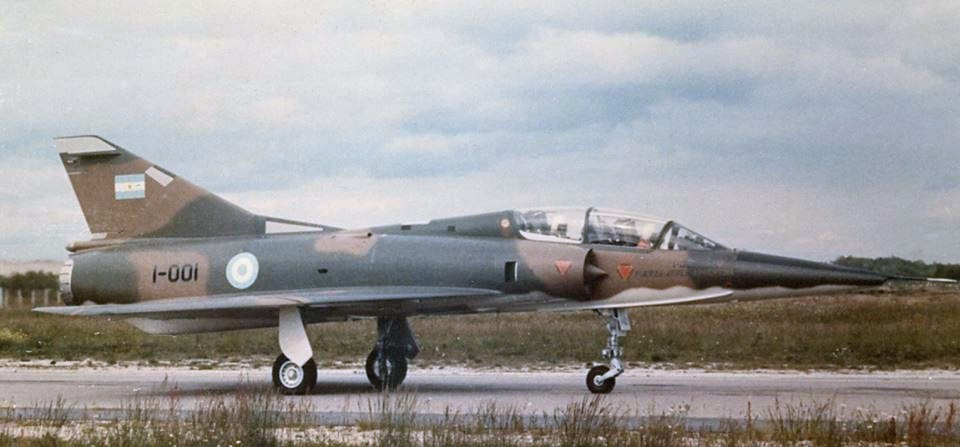
Primer Mirage III en Argentina

- 1972: Llega al Aeródromo Militar Mariano Moreno en la bodega del Lockheed C-130 Hercules matrícula TC-63, procedente de Bordeaux, Francia, el Dassault Mirage III (biplaza), matrícula I-001, primer interceptor supersónico todo tiempo que incorpora la Fuerza Aérea Argentina.
- 1975: en Buenos Aires (Argentina) se realiza el concierto de despedida de la banda Sui Generis (de Charly García).
- 1977: Estados Unidos lanza la sonda espacial Voyager I.
- 1978: en Camp David (Estados Unidos), Anuar el Sadat y Menajem Beguin firman los acuerdos de paz para Oriente Medio.
- 1986: en Karachi, militantes palestinos de la organización Abu Nidal secuestran el vuelo 73 de Pan Am. Tras 16 horas, fuerzas especiales pakistaníes asaltan el avión dejando un saldo de 22 muertos y 120 heridos.
- 1986: en España, el poeta y ensayista mexicano Octavio Paz es distinguido por el gobierno español con la Gran Cruz de la Orden de Alfonso X el Sabio.
- 1987: en Estados Unidos, el neurocirujano Ben Carson realiza la primera separación de siameses craneópagos unidos por la parte posterior de la cabeza.
- 1989: la Federación Internacional de Atletismo anula el récord mundial de velocidad por dopaje al atleta canadiense Ben Johnson.
- 1991: en Rusia, tras aprobar la primera declaración de derechos humanos y libertades en la Unión Soviética y dar paso a la Comunidad de Estados Independientes, se autodisuelve el Sóviet Supremo de la URSS.
- 1993: Colombia se clasifica directamente al mundial de Estados Unidos 1994, al vencer a Argentina por 5-0 en el estadio monumental de River Plate.
- 2000: Tuvalu se une a la ONU.
- 2001: Bolivia realiza el censo de población  y vivienda.
- 2003: el juicio de BeOS fue cerrado con el pago de 23,2 millones de dólares a Be Incorporated, tras lo cual Microsoft dejó de ser acusada de prácticas indebidas.
- 2012: se retira Andy Roddick del tenis profesional frente a Juan Martín Del Potro.
- 2012: Costa Rica sufre un sismo de 7,6 Mw escala sismológica de magnitud de momento denominado Terremoto de Costa Rica de 2012.
- 2012: es establecido el Día Mundial del Mieloma Múltiple, por la Organización Mundial de la Salud (OMS) a petición de la Asociación Española de Afectados por Linfoma, Mieloma y Leucemia (AEAL), con el objetivo de informar y generar conciencia en la sociedad sobre este tipo de cáncer.
- 2012: se estrena la serie animada Jelly Jamm
- 2018: en México se registró una multitudinaria marcha pacífica hacia la rectoría de la UNAM, donde participaron 30 000 personas de todas la instituciones educativas de media superior y superior. Se reportó saldo blanco. Es considerada como una de las mayores manifestaciones ocurridas en la historia de México en épocas recientes y es una de las mayores manifestaciones ocurridas desde la  Huelga estudiantil de la UNAM (1999-2000).
- 2018: en las Cataratas del Iguazú, Argentina, la Organización Mundial de Periodismo Turístico declara el Día Mundial del Periodista Turístico.
- 2020: en Argentina, se realiza el primer autoconcierto de Hispano-América. Dicho concierto se realiza en San Isidro, en el marco de la pandemia de COVID-19.
- 2021: se llevó a cabo la ceremonia de clausura de los Juegos Paralímpicos de Tokio 2020.
- 2021: en Valencia, España, después de dos años sin poder celebrar las Fallas de Valencia, debido a la pandemia de COVID-19, vuelven a dar el pistoletazo de salida a celebrarlas en este día excepcionalmente. Toda una proeza, gracias a los presidentes de Las Fallas, que votaron en una asamblea a favor de su realización.

## Nacimientos
- 1187: Luis VIII, rey francés entre 1223 y 1226 (f. 1226).
- 1319: Pedro IV, rey aragonés (f. 1387).
- 1567: Date Masamune, señor de la guerra japonés (f. 1636).
- 1568: Tommaso Campanella, filósofo y poeta italiano (f. 1639).
- 1592: Jacopo Vignali, pintor florentino (f. 1664).
- 1599: Francesco Borromini, arquitecto y escultor italiano del período barroco (f. 1667).
- 1621: Juan Andrés Coloma, aristócrata español (f. 1694).

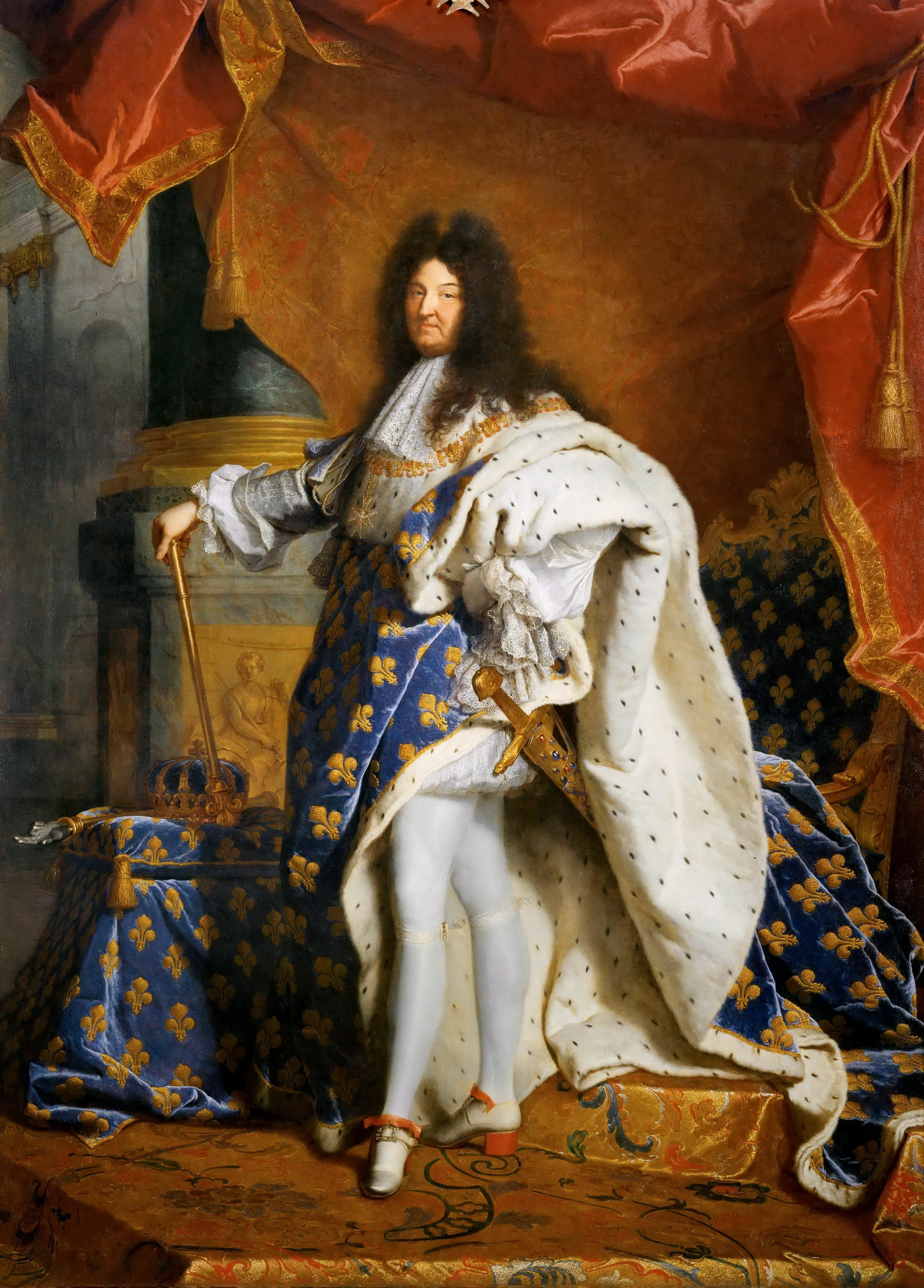
Luis XIV, el "Rey Sol", monarca francés

- 1638: Luis XIV, "el Rey Sol", monarca francés entre 1643 y 1715 (f. 1715).
- 1664: Vincenzo Ludovico Gotti, cardenal y teólogo italiano (f. 1742).
- 1725: Jean-Étienne Montucla, matemático francés (f. 1799).
- 1733: Christoph Martin Wieland, escritor alemán.
- 1735: Johann Christian Bach, compositor alemán (f. 1782).
- 1774: Caspar David Friedrich, pintor romántico alemán (f. 1840).
- 1788: Jean-Pierre Abel-Rémusat, sinólogo francés (f. 1832).
- 1791: Giacomo Meyerbeer, compositor alemán (f. 1864).
- 1815: Josep Maria Bocabella, librero y filántropo español (f. 1892).
- 1831: Victorien Sardou, dramaturgo francés (f. 1908).
- 1834: Vicente Palmaroli, pintor español (f. 1896).
- 1836: Justiniano Borgoño, político peruano, presidente en 1894 (f. 1921).
- 1847: Jesse James, bandolero estadounidense (f. 1883).
- 1860: Juan Bautista Aznar, militar y político español (f. 1933).
- 1867: Amy Beach, compositora estadounidense (f. 1944).
- 1874: Napoleon Lajoie, beisbolista estadounidense (f. 1959).
- 1876: Wilhelm Ritter von Leeb, mariscal de campo alemán (f. 1956).
- 1887: Irene Fenwick, actriz estadounidense (f. 1936).
- 1888: Sarvepalli Radhakrishnan, filósofo y político indio, presidente de la India (f. 1975).
- 1891: José Luis Zorrilla de San Martín, escultor y pintor uruguayo (f. 1975).
- 1901: Mario Scelba, político italiano (f. 1991).
- 1902: Darryl F. Zanuck, productor de cine estadounidense (f. 1979).
- 1905: Arthur Koestler, escritor austro-húngaro de origen judío (f. 1983).
- 1907: Lorenzo Hierrezuelo, músico cubano (f. 1993).
- 1908: Josué de Castro, escritor, nutriólogo, geógrafo y activista brasileño (f. 1973).
- 1908: Luis Escobar, actor y director español (f. 1991).
- 1912: John Cage, compositor estadounidense (f. 1992).
- 1912: Mario Polar Ugarteche, abogado, escritor y político peruano (f. 1988).
- 1912: Frank Thomas, animador estadounidense (f. 2004).
- 1914: Nicanor Parra, escritor, poeta, matemático y físico chileno (f.2018).
- 1915: Jack Buetel, actor estadounidense (f. 1989).
- 1915: Aníbal Cabanzón, futbolista español (f. 1987).
- 1918: Luis Alcoriza, cineasta, guionista y actor mexicano (f. 1992).
- 1920: Joanne Jordan, modelo y actriz estadounidense (f. 2009).
- 1920: Jean Lartéguy, escritor y periodista francés (f. 2011).
- 1920: Dora Werzberg. enfermera y trabajadora social francesa (f. 2020).
- 1921: Óscar Alfaro, poeta, cuentista, profesor y periodista boliviano (f. 1963).
- 1921: Jack Valenti, actor estadounidense (f. 2007).
- 1923: Gustavo Rojo, actor mexicano (f. 2017).
- 1925: Manuel Sacristán, filósofo marxista español (f. 1985).

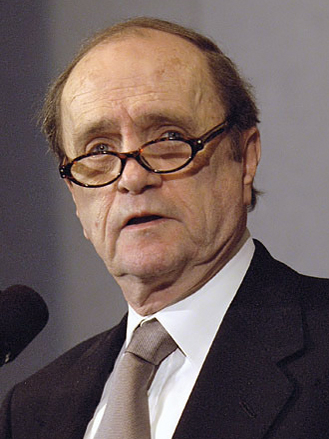
Bob Newhart

- 1929: Bob Newhart, comediante y actor estadounidense (f. 2024).
- 1931: Miguel Pacheco, ciclista español (f. 2018).
- 1932: Enrique Aparicio, yudoca catalán.
- 1932: Eduardo Bergara Leumann, actor, escenógrafo y presentador televisivo argentino (f. 2008).
- 1933: Susana Canales, actriz española (f. 2021).
- 1933: Francisco Javier Errázuriz Ossa, arzobispo católico chileno.
- 1938: Omar Moreno Palacios, cantautor y guitarrista folclórico argentino (f. 2021).
- 1939: George Lazenby, actor australiano.
- 1939: Lorenzo de Monteclaro, cantante y actor mexicano.
- 1939: Clay Regazzoni, piloto de automovilismo suizo (f. 2006).
- 1940: Raquel Welch, actriz estadounidense (f. 2023).
- 1941: Jairo Aníbal Niño, escritor colombiano (f. 2010).
- 1942: Werner Herzog, cineasta alemán.
- 1942: Eduardo Mata, director y compositor mexicano (f. 1995).
- 1944: Darío Bellezza, poeta, escritor y autor teatral italiano (f. 1996).
- 1944: Juan López Hita, futbolista español (f. 2014).
- 1945: Al Stewart, músico, cantante y compositor británico.

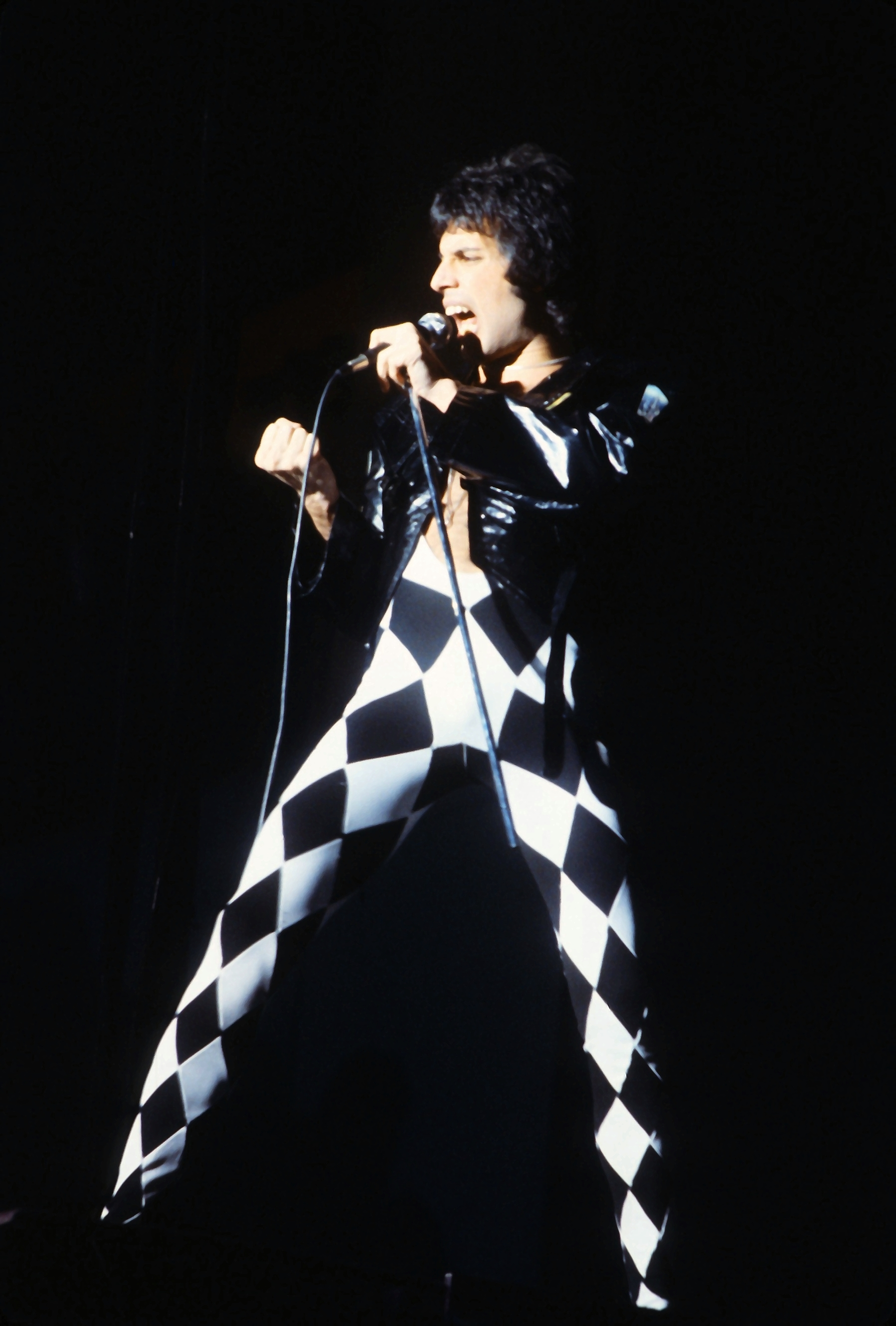
Freddie Mercury

- 1946: Freddie Mercury, cantante, pianista y compositor británico, de la banda Queen (f. 1991).
- 1946: Gregorio Parra, periodista deportivo español.
- 1949: András Tóth, futbolista húngaro.
- 1951: Paul Breitner, futbolista alemán.
- 1951: Juan Ramón de la Fuente, médico mexicano.

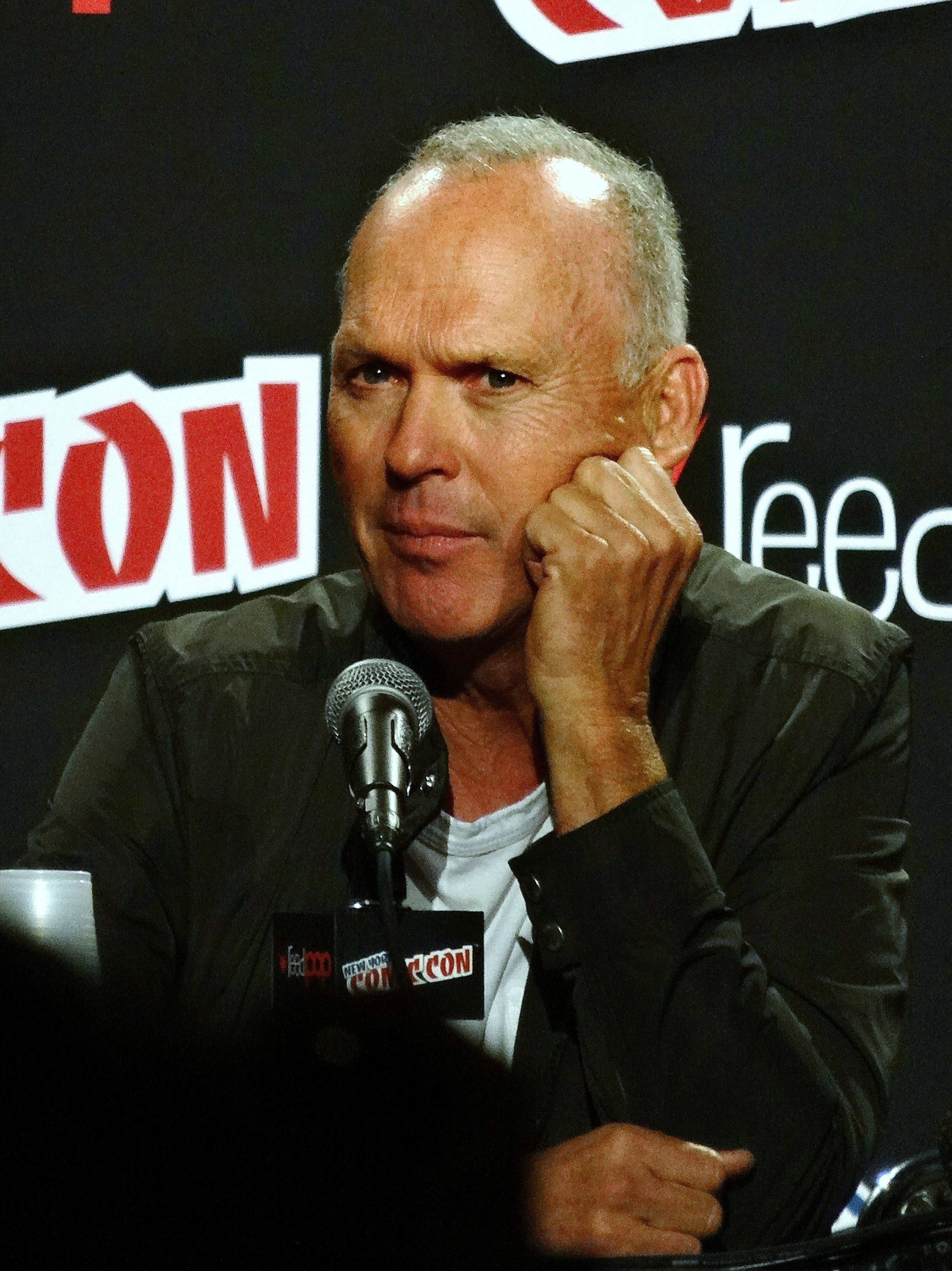
Michael Keaton

- 1951: Michael Keaton, actor estadounidense.
- 1951: Patti McGuire, modelo estadounidense.
- 1952: David Glen Eisley, cantante y actor estadounidense.
- 1952: Ahmad Al-Abdullah Al-Sabah, político kuwaití, primer ministro de Kuwait desde 2024.
- 1955: Ignacio Martínez, escritor uruguayo.
- 1956: Eduardo Belza, futbolista uruguayo.
- 1957: Arturo Huizar, cantante, músico y compositor mexicano, vocalista de la banda Luzbel (f. 2020)
- 1957: Peter Winnen, ciclista neerlandés.
- 1960: Karita Mattila, soprano finlandesa.
- 1961: Russell Cross, baloncestista estadounidense.
- 1961: Marc-André Hamelin, pianista franco-canadiense.
- 1963: Daniel Arcucci, periodista argentino.
- 1963: Taki Inoue, piloto de automovilismo japonés.
- 1964: Ken Norman, baloncestista estadounidense.
- 1965: David Brabham, piloto de automovilismo australiano.
- 1965: Dulce Guerrero, actriz mexicana de teatro, doblaje, locutora y directora de doblaje.
- 1965: César Rincón, torero colombiano.
- 1966: Achero Mañas, director y actor español.
- 1966: Milinko Pantić, futbolista serbio.
- 1967: Arnel Pineda, cantante y músico filipino.
- 1967: Romanthony (Anthony Wayne Moore), cantante, DJ y productor estadounidense (f. 2013).
- 1967: Matthias Sammer, exfutbolista y entrenador alemán.
- 1968: Brad Wilk, baterista estadounidense, de las bandas Rage Against the Machine y Audioslave, entre otras.
- 1969: Jaume Collboni, político español.
- 1969: Leonardo Nascimento de Araújo, futbolista brasileño.
- 1970: Ernesto Pérez Lobo, yudoca español.
- 1970: Lee Lai Shan, deportista hongkonesa.
- 1971: Ruiz Manuel, torero español.
- 1972: Salaheddine Bassir, futbolista marroquí.
- 1973: Sharis Cid, actriz mexicana.
- 1973: Paddy Considine, actor, director y guionista británico.
- 1973: Rose McGowan, actriz estadounidense.
- 1974: Romina Yan, actriz y cantante argentina (f. 2010)
- 1975: George Boateng, futbolista ghanés.
- 1975: Jamie Madrox, cantante estadounidense de rap.
- 1975: Andris Nauduzs, ciclista letón.
- 1976: Tatyana Gutsu, gimnasta ucraniana.
- 1976: Ernesto de Lucas Hopkins, político mexicano.
- 1976: Marlon de Souza Lopes, futbolista brasileño.
- 1976: Giorgio Galimberti, tenista italiano.
- 1977: Lorenzo Donati, futbolista italiano.
- 1977: Joseba Etxeberria, futbolista español.
- 1978: Laura Bertram, actriz canadiense.
- 1978: Jamir García, cantante filipino (f. 2020).
- 1978: Chris Hipkins, político neozelandés, primer ministro de Nueva Zelanda.
- 1978: Holly Randall, fotógrafa estadounidense.
- 1978: Zhang Zhong, ajedrecista chino.
- 1979: John Carew, futbolista noruego.
- 1979: Ryu Soo Young, actor surcoreano.
- 1980: Franco Costanzo, futbolista argentino.
- 1980: Marianna Madia, política italiana.
- 1980: Xisco Muñoz, futbolista y entrenador español.
- 1980: Igor Sysoyev, triatleta ruso (f. 2024).s
- 1980: Alton Thelwell, futbolista británico-inglés.
- 1981: Rogier Meijer, futbolista neerlandés.
- 1981: Marcelo José Oliveira, futbolista brasileño.
- 1981: Filippo Volandri, tenista italiano.
- 1981: Bruno Neves, ciclista portugués (f. 2008).
- 1982: Michael Janyk, esquiador canadiense.
- 1982: Marián Kello, futbolista eslovaco.
- 1982: Ryōichi Kurisawa, futbolista japonés.
- 1983: Jimena Araya, actriz venezolana.
- 1983: Cédric Bockhorni, futbolista francés.
- 1983: Pablo Granoche, futbolista uruguayo.
- 1983: Takatoshi Matsumoto, futbolista japonés.
- 1983: Patricia Pardo, periodista española.
- 1984: Erik Huseklepp, futbolista noruego.
- 1984: Yulia Peresild, actriz rusa.
- 1984: Nicolás Raimondi, futbolista uruguayo.
- 1984: Chris Anker Sørensen. ciclista danés (f. 2021).
- 1984: Erin Krakow, actriz estadounidense.
- 1985: Ruth Hock, taekwondista australiana.
- 1985: Gerardo Ruiz, futbolista mexicano.
- 1985: Nikoletta Samonas, actriz y modelo ghanesa.
- 1985: Manu Sánchez Vázquez, comediante, presentador y actor español.
- 1985: Michael Foster, futbolista papú.
- 1986: Kris Bright, futbolista neozelandés.
- 1986: Christine Marzano, actriz y modelo estadounidense.
- 1986: José Luis Miraglia, ciclista uruguayo.
- 1986: Aleksandr Riazántsev, futbolista ruso.
- 1987: Melissa Haro, modelo estadounidense.
- 1987: Amaral da Silva Feitosa, futbolista brasileño.
- 1987: Isabelle Meyer, futbolista suiza.
- 1988: Stephen Ahorlu, futbolista ghanés.
- 1988: Aldo Baéz, futbolista argentino.
- 1988: Felipe Caicedo, futbolista ecuatoriano.
- 1988: Milton Zárate, futbolista argentino.
- 1989: Elena Delle Donne, baloncestista estadounidense.
- 1989: Antonio José López Martínez, futbolista español.
- 1989: Javi Martínez Benito, futbolista español.
- 1989: Grzegorz Sandomierski, futbolista polaco.
- 1989: Pere Tomàs, baloncestista español.
- 1989: Joey Rosskopf, ciclista estadounidense.
- 1990: Alicia Banit, actriz australiana.
- 1990: Angy Fernández, actriz y cantante española.
- 1990: Iris van Berne, modelo neerlandesa.
- 1990: Franco Zuculini, futbolista argentino.
- 1990: Husein Sherif, taekwondista egipcio.
- 1991: Skandar Keynes, actor británico.
- 1991: Mikkel Kirkeskov, futbolista danés.
- 1991: Fiston Abdul Razak, futbolista burundés.
- 1991: James Piccoli, ciclista canadiense.
- 1992: Nicolás Prieto, futbolista uruguayo.
- 1992: Aleksandar Trajkovski, futbolista macedonio.
- 1992: Jessika Alair Soares, taekwondista sueca.
- 1993: Patrick Bamford, futbolista británico-inglés.
- 1993: Miguel Camargo, futbolista panameño.
- 1993: Gage Golightly, actriz estadounidense.
- 1993: Paula Jiménez García, modelo colombiana.
- 1993: Santi Moar, futbolista español.
- 1993: Miloš Vujović, balonmanista montenegrino.
- 1994: Vitor Bueno, futbolista brasileño.
- 1994: Diamante Crispino, futbolista italiano.
- 1994: Mauro Da Luz, futbolista uruguayo.
- 1994: Gregorio Paltrinieri, nadador italiano.
- 1994: Hayley Raso, futbolista australiana.
- 1994: Arturo Alfonso González, futbolista mexicano.
- 1995: Caroline Sunshine, actriz y cantante estadounidense.
- 1995: Keito Furushima, futbolista japonés.
- 1995: Lina Hurtig, futbolista sueca.
- 1995: Jacob Holm, balonmanista danés.
- 1995: Bertrand Arnold Owono, taekwondista gabonés.

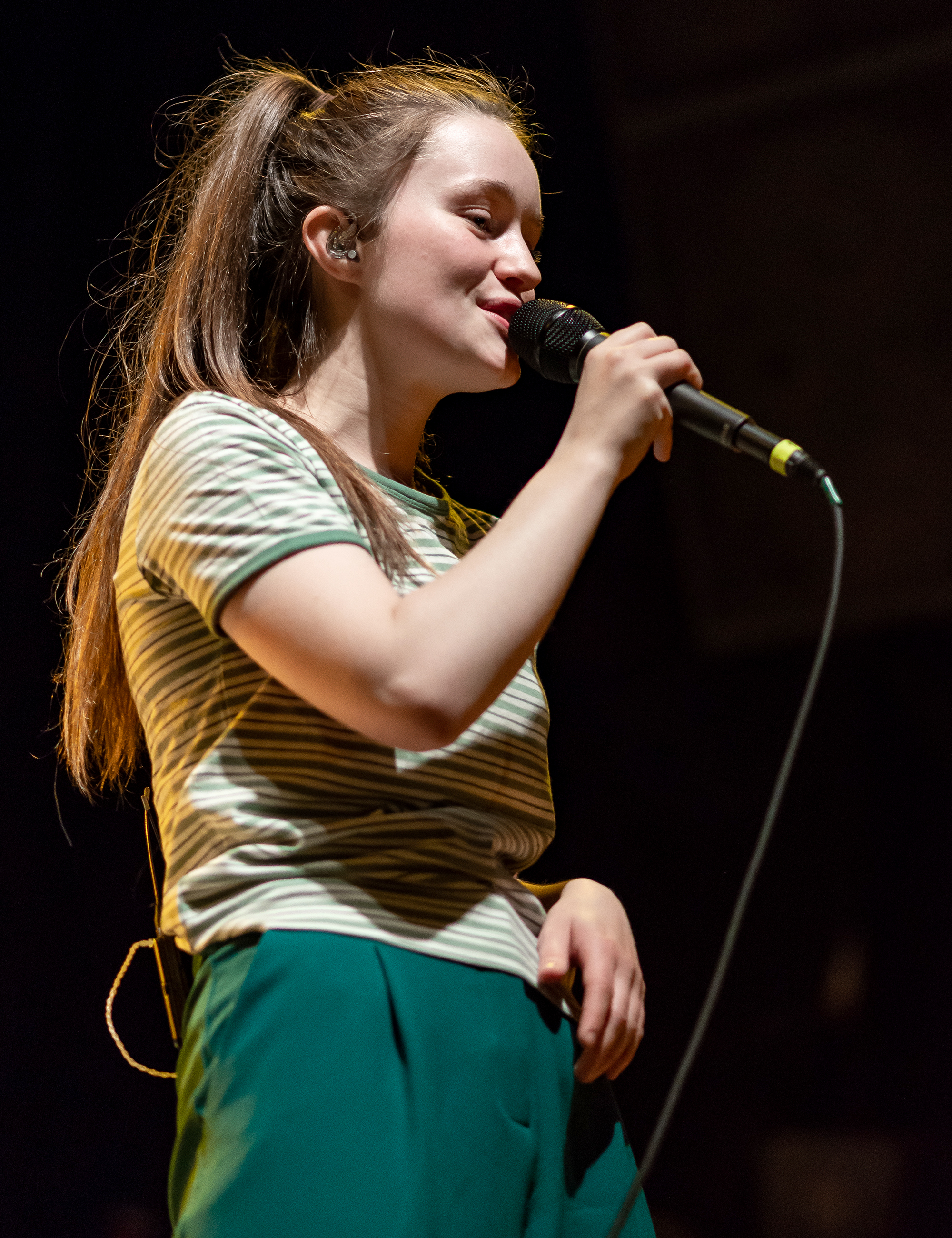
Sigrid

- 1996: Pep Biel, futbolista español.
- 1996: Anthony Lawrence, baloncestista estadounidense.
- 1996: Walter Mazzantti, futbolista argentino.
- 1996: Ivo Oliveira, ciclista portugués.
- 1996: Rui Oliveira, ciclista portugués.

- 1996: Sigrid, cantante noruega.
- 1996: Pep Biel, futbolista español.
- 1996: Wálter Mazzantti, futbolista argentino.
- 1997: Luis Annese, futbolista venezolano.
- 1997: Emil Danielsson, atleta sueco.
- 1997: Bryce Hoppel, atleta estadounidense.
- 1997: Nordin Jackers, futbolista belga.
- 1997: Skylar Mays, baloncestista estadounidense.
- 1997: Thiago Pantaleão, cantante brasileño.
- 1997: Shamit Shome, futbolista canadiense.
- 1997: Maximiliano Silvera, futbolista uruguayo.
- 1997: Raúl Tito, futbolista peruano.
- 1997: Maartje Verhoef, modelo neerlandesa.
- 1997: Marc Weber, remero alemán.
- 1997: Henry Hollingsworth, remero estadounidense.
- 1998: Laura Corbacho, actriz española.
- 1998: Romeo Crouch, baloncestista estadounidense.
- 1998: Caroline Dolehide, tenista estadounidense.
- 1998: Patryck Ferreira, futbolista brasileño.
- 1998: Risto Jankov, futbolista macedonio.
- 1999: Balázs Adolf, piragüista húngaro.
- 1999: Luis Cano, futbolista ecuatoriano.
- 1999: Sergio Cubero, futbolista español.
- 1999: Martina Santandrea, gimnasta artística italiana.
- 1999: Facundo Garcés, futbolista argentino-español.
- 2000: Shari Bossuyt, ciclista belga.
- 2001: Krisztofer Mészáros, gimnasta artístico húngaro.
- 2001: Remo Forrer, cantante suizo.
- 2001: Bukayo Saka, futbolista británico.
- 2001: Giorgi Guliashvili, futbolista georgiano.
- 2002: Andrii Ponomar, ciclista ucraniano.
- 2002: Antoniu Roca, futbolista español.
- 2002: Iker Muñoz, futbolista español.
- 2004: Antonio Espigares, futbolista español.
- 2010: Ismail Barlov, nadador bosnio.

## Fallecimientos
- 1032: Rodolfo III, rey borgoñés (n. 970).
- 1075: Ana de Kiev, aristócrata rusa, esposa del rey francés Enrique I (n. 1032).
- 1569: Pieter Brueghel el Viejo, pintor y grabador flamenco (n. 1525).
- 1734: Nicolás Bernier, músico y compositor francés (n. 1664).
- 1782: Bartolina Sisa, heroína indígena aimara, virreina y comandante (n. 1753).
- 1803: Pierre Choderlos de Laclós, escritor y oficial militar francés (n. 1741).
- 1823: Bartolomé María de las Heras, sacerdote español (n. 1743).
- 1857: Auguste Comte, filósofo francés (n. 1798).
- 1867: Santiago Derqui, presidente argentino (n. 1790).
- 1867: Guillermo de Hesse-Kassel, aristócrata alemán (n. 1787).
- 1876: Manuel Blanco Encalada, almirante y primer presidente chileno (n. 1790).
- 1877: Caballo Loco (Tasunka Uitko), jefe de los sioux oglala (n. 1840).
- 1902: Rudolf Virchow, médico y político alemán (n. 1821).
- 1905: Miguel Cané, escritor y político argentino (n. 1851).
- 1906: Ludwig Boltzmann, físico austriaco (n. 1844).
- 1912: Arthur MacArthur, Jr., general estadounidense (n. 1845).
- 1914: Charles Péguy, poeta y ensayista católico francés (n. 1873).
- 1917: Walther Schwieger, almirante alemán (n. 1885).
- 1922: Georgette Agutte, pintora francesa (n. 1867).
- 1922: Sarah Winchester, empresaria y arquitecta(n. 1839).
- 1926: Karl Harrer, periodista alemán (n. 1890).
- 1926: Alejandro Pérez Lugín, novelista español (n. 1870).
- 1931: John Thomson, futbolista británico (n. 1909).
- 1933: Francisco López Acebal, escritor y periodista español (n. 1866).
- 1936: Federico Borrell, anarquista español, fotografiado al morir por Robert Capa (n. 1912).
- 1936: Gustave Kahn, escritor, poeta y teórico literario francés (n. 1859).
- 1943: Aleš Hrdlička, antropólogo checoslovaco (n. 1869).
- 1948: Richard Tolman, físico estadounidense (n. 1881).
- 1951: Militza de Montenegro, aristócrata montenegrina (n. 1866).
- 1954: Eugen Schiffer, político alemán (n. 1860).
- 1956: Guillermo Chaves Chaves, fue un abogado, congresista, académico y jurisconsulto colombiano. (n. 1896).
- 1965: Carlos Borcosque, cineasta argentino de origen chileno (n. 1894).
- 1967: Vladímir Romanovski, militar soviético (n. 1896).
- 1970: Jochen Rindt, piloto austriaco de automovilismo (n. 1942).
- 1982: Douglas Bader, piloto británico (n. 1910).
- 1983: Antonio Mairena, cantor español (n. 1909).
- 1992: Fritz Leiber, novelista estadounidense (n. 1910).
- 1995: Marina Núñez del Prado, escultora boliviana (n. 1908).
- 1995: Zulu Sofola, dramaturga nigeriana (n. 1935).
- 1997: Teresa de Calcuta, monja católica y filántropa macedonia, canonizada por la Iglesia católica (n. 1910).
- 1997: Georg Solti, conductor de orquesta húngaro (n. 1912).
- 1998: Leo Penn, actor y director televisivo estadounidense, padre de Sean, Chris y Michael Penn (n. 1921).
- 2002: Hugo Caprera, actor argentino (n. 1925).
- 2002: David Wilkinson, cosmólogo estadounidense (n. 1935).
- 2005: Roberto Viaux, militar chileno (n. 1917).
- 2007: Julieta Campos, escritora y traductora cubano-mexicana (n. 1932).
- 2008: Bergara Leumann, actor, escenógrafo y presentador televisivo argentino (n. 1932).
- 2010: Shōya Tomizawa, piloto japonés de motociclismo (n. 1990).
- 2010: Guillaume Cornelis van Beverloo, pintor y grabador neerlandés (n. 1922).
- 2011: Salvatore Licitra, tenor italiano (n. 1968).
- 2011: José Name Terán, político y abogado colombiano (n. 1936).
- 2011: Vann Nath, pintor camboyano y prisionero durante la dictadura del Khemer Rouge (n. 1946).
- 2013: Rubén García, actor cómico uruguayo (n. 1934).
- 2014: Simone Battle, cantante estadounidense, de la banda G.R.L. (n. 1989).
- 2016: Hugh O'Brian, actor estadounidense (n. 1925).
- 2017: Eloísa Álvarez, político español (n. 1956).
- 2019: Charlie Cole, fotógrafo y reportero gráfico estadounidense (n. 1955).
- 2019: Francisco Toledo, artista plástico y activista mexicano (n. 1940).
- 2019: Iñigo Muguruza, músico español (n. 1964).
- 2020: Gary Peacock, contrabajista de jazz estadounidense (n. 1935).
- 2020: Jiří Menzel, director de cine checo, nacido en la ex Checoslovaquia (n. 1935).

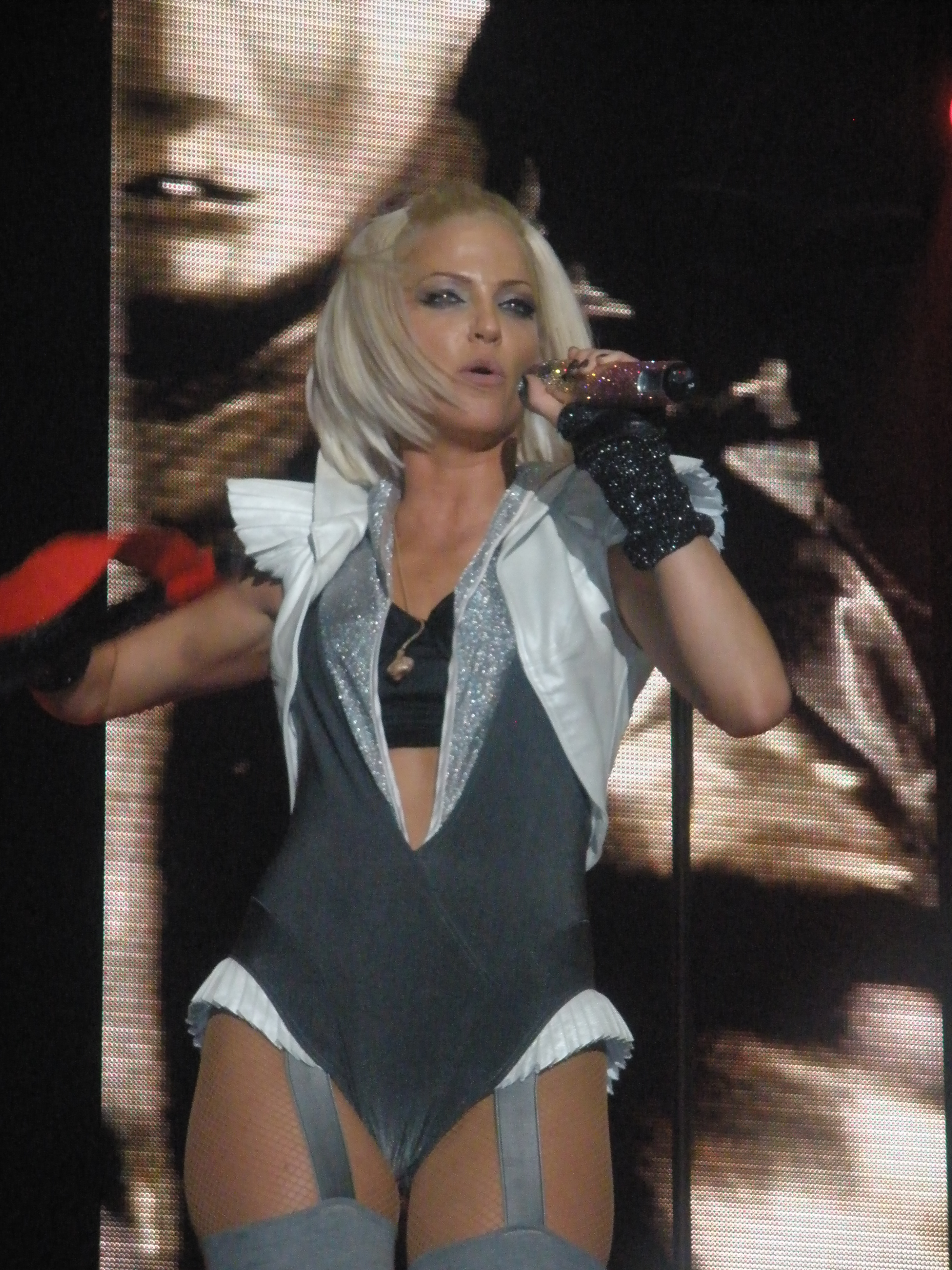
Sarah Harding

- 2021: Sarah Harding, cantante, escritora, actriz y modelo británica (n. 1981).
- 2021: Susana Lanteri (86), actriz argentina de cine, teatro y televisión (n. 1935).
- 2023: María Teresa Campos (82), periodista, locutora de radio y presentadora de televisión española (n. 1941).
- 2024: Sérgio Mendes, pianista y compositor brasileño (n. 1941).
- 2024: Rebecca Cheptegei, atleta ugandesa (n. 1991).

## Celebraciones
- Día Internacional de la Mujer Indígena.
- Día Internacional de la Beneficencia.
- Día Internacional de la Vaquita Marina.[3]Se celebra en dos fechas: el 5 de septiembre (por muchas organizaciones ambientales) y el 18 de julio (proclamado por el Programa de las Naciones Unidas para el Medio Ambiente). Ambos días son válidos para concientizar al mundo sobre esta especie, ya que todos los esfuerzos son pocos, debido a que es una especie en peligro de extinción.
- Día Mundial del Mieloma Múltiple.
- Día Mundial del Periodista Turístico.
- Día Mundial del Hermano.[4]

 Por países
(Por orden alfabético)
- Argentina:
  - Día del Scout y la Buena Acción Diaria.[5]El Consejo Nacional de Educación resolvió incorporar esta fecha al calendario escolar con el propósito de promover los valores del Movimiento Scout. 
    -  Ciudad de Buenos Aires: Día del Lunfardo.[6]
      - Día del barrio Villa Santa Rita. (Ley Nº 1.347 del año 2004).[7]

    -  Misiones: Día de la Mujer Mbya.[8]La fecha la instituyó la Legislatura provincial en octubre de 2022, en coincidencia con el Día Internacional de la Mujer Indígena.[9]

- Brasil:
  - Día de la Amazonía.

- Dinamarca:
  - Día de la Bandera.

- Guatemala:
  - Día del Quetzal.
  - Día del Arquitecto.[10]

- India:
  - Día del Maestro.

- Vietnam:
  - Primer día de clases.

### Santoral católico

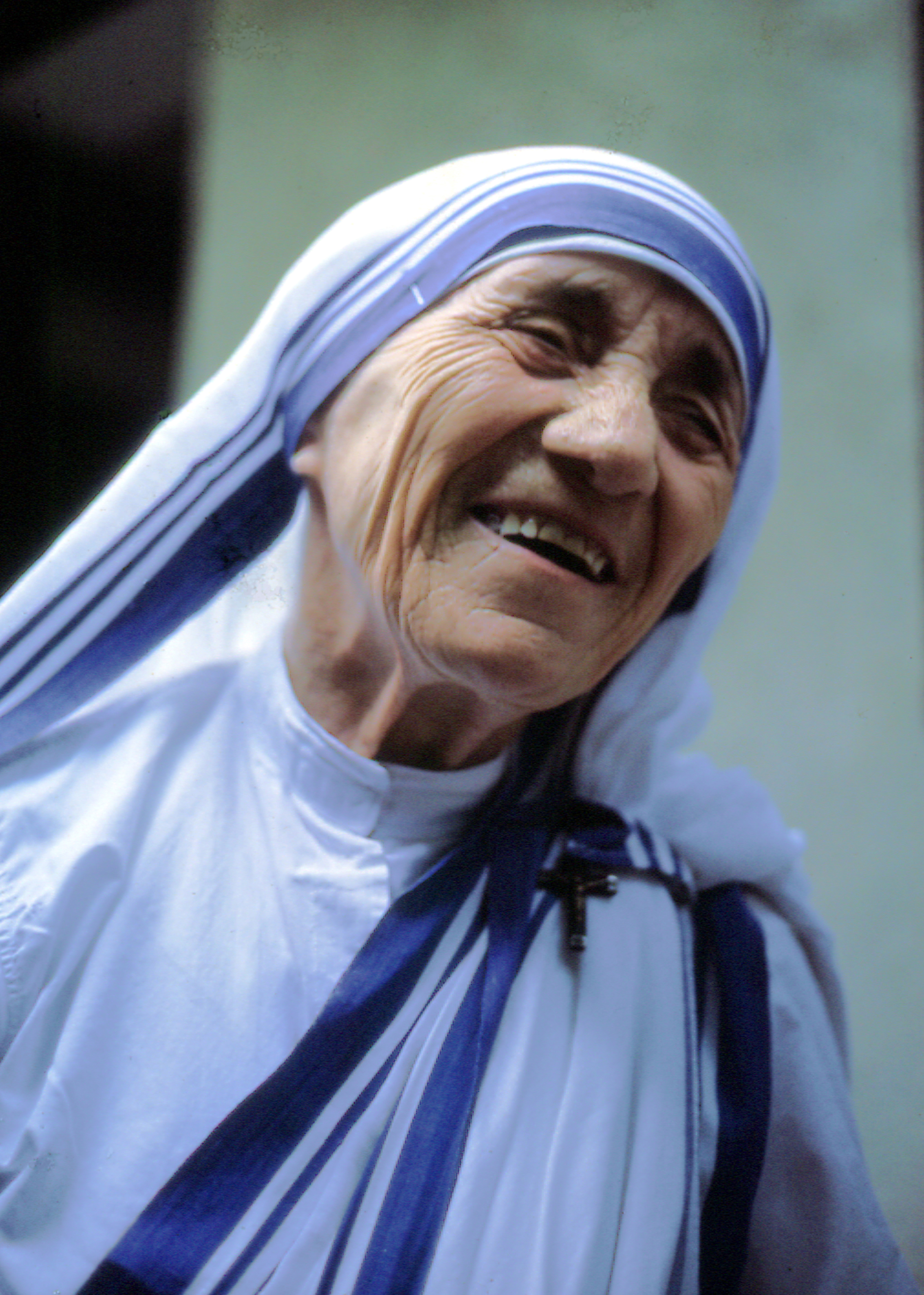
Santa Teresa de Calcuta, religiosa fundadora de las Misioneras de la Caridad

- Santa Teresa de Calcuta, religiosa fundadora de las Misioneras de la Caridad (1997).
- Santos Aconto, Nono, Herculano y Taurino, mártires.
- San Quinto de Capua, mártir.
- Santos Urbano, Teodoro y Menedemo y compañeros, mártires (370).
- San Bertino de Sithin, abad (698).
- San Alperto de Butrium, abad (1073).
- Beato Juan Bueno de Siponto, abad (siglo XII).
- Beato Guillermo Browne, mártir (1605).
- Beato Florencio Dumontet de Cardaillac, presbítero y mártir (1794).
- Santos Pedro Nguyen Van Tu y José Hoang Luong Canh, mártires (1838).
- Beata María de los Apóstoles, primera beata salvatoriana.